# Дихлориды полисеры
Дихлориды полисеры — неорганические соединения серы и хлора с формулой SnСl2, оранжево-красные жидкости (для n>28 — твёрдые вещества), термически неустойчивые.

## Получение
- Реакция дихлорида серы с полисульфидами водорода (при низкой температуре в растворе в четырёххлористом углероде):

{\displaystyle {\mathsf {2SCl_{2}+H_{2}S_{n}\ {\xrightarrow {-20--6^{o}C}}\ S_{n+2}Cl_{2}+2HCl}}}
- Реакция дитиодихлорида с полисульфидами водорода:

{\displaystyle {\mathsf {2S_{2}Cl_{2}+H_{2}S_{n}\ {\xrightarrow {}}\ S_{n+4}Cl_{2}+2HCl}}}
- Реакция дитиодихлорида с серой:

{\displaystyle {\mathsf {2S_{2}Cl_{2}+(n-2)S\ {\xrightarrow {}}\ S_{n}Cl_{2}}}}
- Восстановление дитиодихлорида водородом:

{\displaystyle {\mathsf {nS_{2}Cl_{2}+(n-2)H_{2}\ {\xrightarrow {}}\ S_{n}Cl_{2}+2(n-2)HCl}}}

## Физические свойства
Дихлориды полисеры — оранжево-красные жидкости, для n = 20 ÷ 24 — очень вязкие жидкости, для n > 28 — твёрдые вещества.
Для n < 9 выделены индивидуальные вещества.
| Дихлорид полисеры | Молярная масса | Плотность |
| ----------------- | -------------- | --------- |
| SCl2              | 102,97         | 1,621     |
| S2Cl2             | 135,04         | 1.678     |
| S3Cl2             | 167,10         | 1,7441    |
| S4Cl2             | 199,17         | 1,7774    |
| S5Cl2             | 231,34         | 1,8018    |
| S6Cl2             | 263,30         | 1,8219    |
| S7Cl2             | 295,37         | 1,84      |
| S8Cl2             | 327,43         | 1,85      |

## Химические свойства
- При нагревании разлагается:

{\displaystyle {\mathsf {S_{n}Cl_{2}\ {\xrightarrow {>20^{o}C}}\ S_{2}Cl_{2}+(n-2)S}}}
- Реагирует с полисульфидами водорода:

{\displaystyle {\mathsf {2S_{n}Cl_{2}+H_{2}S_{m}\ {\xrightarrow {-20--6^{o}C}}\ S_{m+2n}Cl_{2}+2HCl}}}